# 기리초코

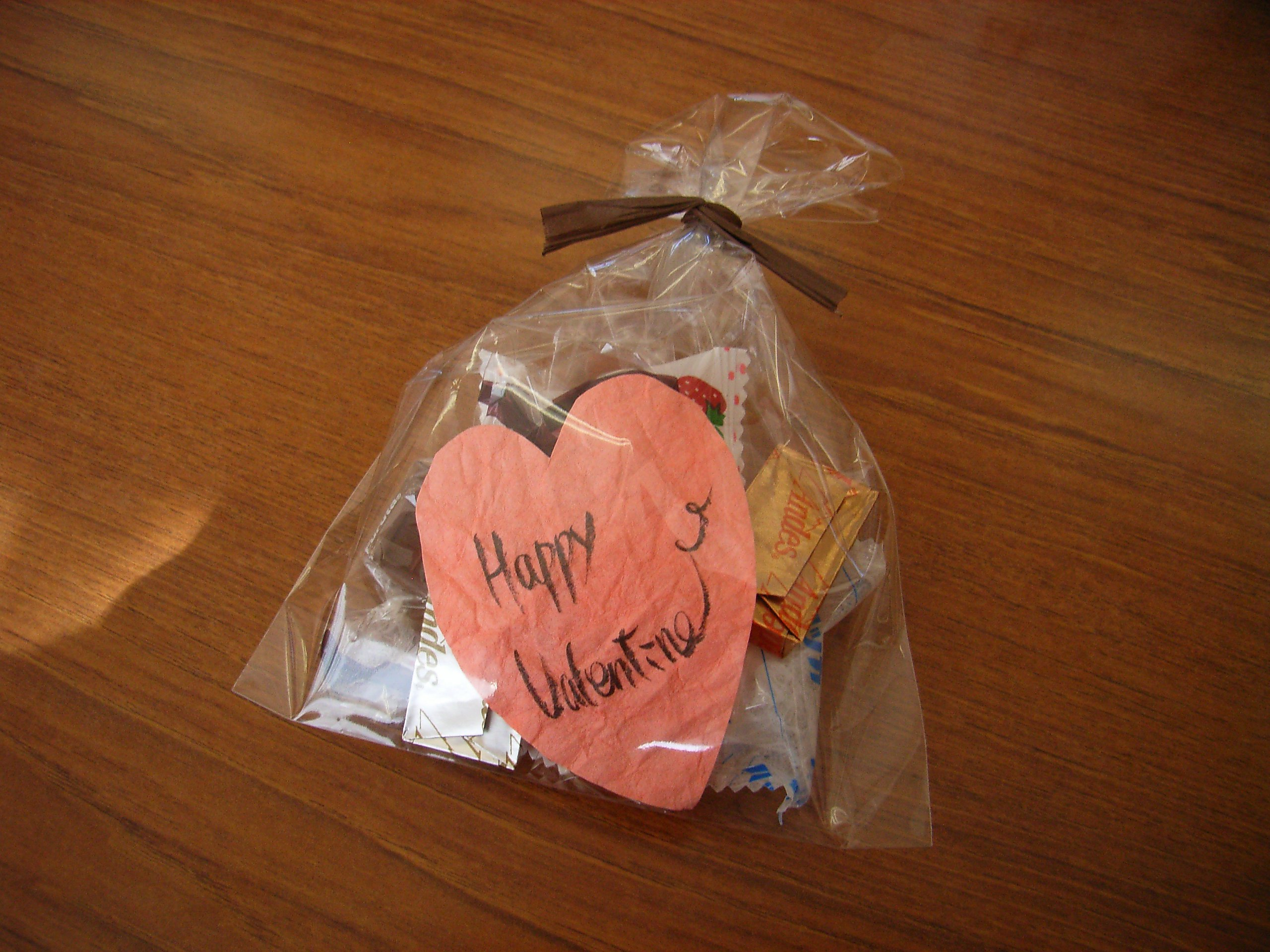

기리초코(일본어: 義理チョコ)는 일반적으로 일본의 여성이 발렌타인 데이인 2월 14일에 연애 감정을 수반하지 않는 남성에게 평소의 감사의 마음을 담아서 또는 화이트 데이의 답례를 기대해서 주는 초콜릿 또는 그 의식 전반을 함유한 일본 특유의 문화를 가리킨다.

## 개요
발렌타인 데이 이벤트 중 하나이며, 연애 감정과는 차별화 목적을 가진다. 드라마나 만화 등의 극작 중에서는 속내를 잘 말할 수 없는 주인공의 갈등을 표현하는 아이템으로 기리초코가 등장하는 경우가 있다.

## 같이 보기
- 의리